# Victor Vasarely

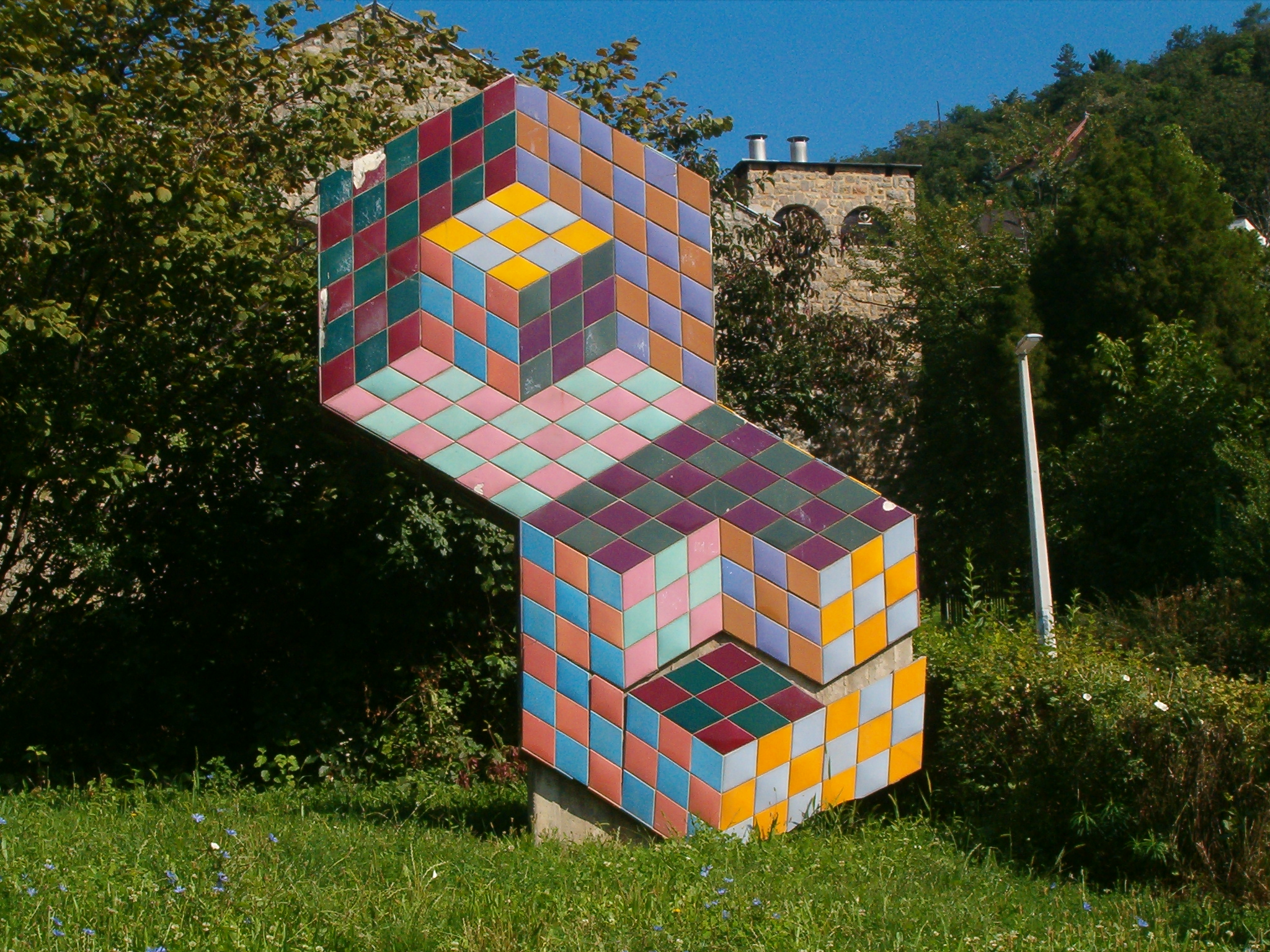
Verk av Victor Vasarely i Pécs.

Victor Vasarely, ungerska Győző Vásárhelyi, född 9 april 1906 i Pécs, Ungern, död 15 mars 1997 i Paris, Frankrike, var en ungersk målare och grafiker, från 1930 verksam i Frankrike.

## Biografi
Vasarely undervisades av László Moholy-Nagy och kom genom denne i kontakt med Kandinskij, Gropius, Le Corbusiers och Mondrians verk. Han tog djupa intryck av funktionalismen vid Bauhaus. Hans abstrakta opkonstverk, som ofta målats i kontrasterande färger, är sammansatta av skarpt avskurna, geometriska former. Vasarely är representerad vid bland annat Göteborgs konstmuseum Moderna museet och Arkivet för dekorativ konst.

## Utmärkelser
Asteroiden 5801 Vasarely är uppkallad efter honom.